# Eisen-Platin-Gruppe
Als Eisen-Platin-Gruppe des Periodensystems werden die Elemente der 8., 9. und 10. Gruppe zusammenfassend bezeichnet. Sie umfasst also die Eisen-, Cobalt- und Nickelgruppe (letztere auch (veraltet) Platingruppe genannt).
Die Gruppe enthält ausschließlich Schwermetalle und die Elemente Eisen, Cobalt, Nickel, Ruthenium, Rhodium, Palladium, Osmium, Iridium, Platin, Hassium, Meitnerium, Darmstadtium. 
Die Edelmetalle Ruthenium, Rhodium, Palladium, Osmium, Iridium und Platin werden als Platinmetalle zusammengefasst.
Hassium, Meitnerium und Darmstadtium sind Transurane, die nur künstlich, also via Kernreaktion, hergestellt werden können und sehr schnell wieder zerfallen.